# Migliore attore non protagonista
Migliore attore non protagonista è il terzo album della band I Medusa, (il quarto considerando anche l'EP Out From Cages).

## Il disco
Dopo una parentesi con l'Extra Label di Caparezza (etichetta con la quale è uscito l'album precedente Punkmotocross??), quest'album segna il ritorno all'etichetta indipendente che li aveva scoperti, la Dracma Records. È diverso dal suo predecessore perché abbandona ogni influenza pop unendo invece testi aggressivi a suoni molto più "heavy" e graffianti, senza tuttavia rievocare un improbabile ritorno al passato heavy metal della band. Della canzone Microonde è stato girato un videoclip con la regia di Francesco Calabrese.

## Tracce
1. Microonde
2. Sangue e Nutella
3. Torino in vetrina
4. 2 minuti d'odio
5. Cingomma alla menta
6. Scolorito
7. Non protagonista
8. Babbo Natale
9. Una canzone scontata
10. Eva
11. Come un cane
12. Nitro

## Formazione
- Diego Perrone - voce e chitarra
- Mo'ff - basso
- Maggio - basso e chitarra
- Marco Dinocco - batteria